# Messina FC (1922–1924)
Messina FC (wł. Messina Football Club) – włoski klub piłkarski, mający siedzibę w mieście Mesyna, na Sycylii, działający w latach 1922–1924.

## Historia
Chronologia nazw:
- 1922: Messina Football Club – po fuzji klubów US Messinese, Messina SC i SS Umberto I
- 1924: klub rozwiązano – po wchłonięciu przez US Messinese

Klub sportowy Messina F.C. został założony w miejscowości Mesyna 28 listopada 1922 roku w wyniku połączenia sił trzech wcześniej istniejących klubów: US Messinese, SS Umberto I (który już dokonał pierwszej fuzji i po krótkim czasie ponownie powstał) oraz Messina SC. Klub przyjął nazwę pierwszego historycznego klubu piłkarskiego w mieście, Messina Football Club, założonego w 1900 roku i działającego do 1910 roku. W sezonie 1922/23 zespół startował w mistrzostwach Prima Divisione Siciliana, wygrywając rozgrywki w regionie. Jednak potem wyniki zostały anulowane z powodu nieprawidłowości w ustaleniach pomiędzy klubami w zakresie definicji oficjalnego kalendarza. Liga Południowa nakazała powtórzenie, zmuszając drużyny do rozegrania jednej rundy i meczów na neutralnym boisku. W powtórzonych mistrzostwach zespół zajął drugie miejsce. W następnym sezonie 1923/24 również uplasował się na drugiej pozycji Prima Divisione Siciliana. W grudniu 1924 roku klub został wchłonięty przez US Messinese, po czym został rozwiązany.

## Barwy klubowe, strój
|  |  |

Klub ma barwy biało-czarne. Zawodnicy domowe spotkania zazwyczaj grają w białych koszulkach, białych czarnych oraz czarnych getrach.

## Sukcesy

### Trofea międzynarodowe
Nie uczestniczył w rozgrywkach europejskich (stan na 31-05-2020).

### Trofea krajowe
| \| \| Zdobyte trofea w rozgrywkach Włoch (stan na: 31-08-2020) \| |                                                          |      |                                          |
| Rozgrywki                                                         | Osiągnięcie                                              | Razy | Sezon(y)                                 |
| · Mistrzostwo                                                     | I miejsce                                                | 0    |                                          |
| · Mistrzostwo                                                     | II miejsce                                               | 2    | 1922/23 (Siciliana), 1923/24 (Siciliana) |
| · Mistrzostwo                                                     | III miejsce                                              | 0    |                                          |
| · Puchar                                                          | zdobywca                                                 | 0    |                                          |
| · Puchar                                                          | finalista                                                | 0    |                                          |
| II liga                                                           | I miejsce                                                | 0    |                                          |
| II liga                                                           | II miejsce                                               | 0    |                                          |
| II liga                                                           | III miejsce                                              | 0    |                                          |
| Włochy                                                            | Zdobyte trofea w rozgrywkach Włoch (stan na: 31-08-2020) |      |                                          |

## Poszczególne sezony

### Rozgrywki międzynarodowe

#### Europejskie puchary
Nie uczestniczył w rozgrywkach europejskich.

### Rozgrywki krajowe
| \| Włochy \| Bilans występów klubu w rozgrywkach piłkarskich Włoch (Stan na 31 sierpnia 2020 r.) \| \| |                                                                                     |        |       |   |   |   |    |    |     |           |        |        |      |
| Poziom                                                                                                 | Rozgrywki                                                                           | Sezony | Mecze | Z | R | P | B+ | B– | Pkt | Lata      | Awanse | Spadki | Naj. |
| I | Prima Divisione Siciliana                                                           | 2      |       |   |   |   |    |    |     | 1922–1924 | 0      | 0      | 2    |
| II | Seconda Divisione Pugliese                                                          | 0      |       |   |   |   |    |    |     |           | 0      | 0      |      |
| III | Serie C                                                                             | 0      |       |   |   |   |    |    |     |           | 0      | 0      |      |
| IV | Serie D                                                                             | 0      |       |   |   |   |    |    |     |           | 0      | 0      |      |
| V | Prima Categoria Puglia                                                              | 0      |       |   |   |   |    |    |     |           | 0      | 0      |      |
| | Puchar Włoch                                                                        | 0      |       |   |   |   |    |    |     |           | 0      | 0      |      |
| Włochy                                                                                                 | Bilans występów klubu w rozgrywkach piłkarskich Włoch (Stan na 31 sierpnia 2020 r.) |        |       |   |   |   |    |    |     |           |        |        |      |

## Struktura klubu

### Stadion
Klub piłkarski rozgrywał swoje mecze domowe na Stadio Enzo Geraci w Mesynie o pojemności 1000 widzów.

### Derby
- Libertas Palermo
- Palermo FC